# 丢勒自画像 (1498年)

丢勒《自画像》, 1498. 52 cm x 41 cm.

丢勒《自画像》（或26 岁的自画像）是阿尔布雷希特·丢勒 三幅著名油画自画像中的第二幅，绘制于 1498 年，在他第一次意大利之行之后。在画中，丢勒用整个画面空间，来表现艺术家的成功，自信甚至傲慢，手上还戴着精致华丽的手套。 
这幅画现藏于马德里的普拉多博物馆。 